# Torneo de Ginebra 2019
El Banque Eric Sturdza Geneva Open 2019 fue un torneo de tenis en polvo de ladrillo al aire libre que se jugó en Ginebra (Suiza) del 19 al 25 de mayo de 2019. Fue la 17.ª edición del Banque Eric Sturdza Geneva Open, y es parte del ATP World Tour 250 series de 2019.

## Distribución de puntos
| Modalidad            | Campeón | Finalista | Semifinales | Cuartos de final | 2ª ronda | 1ª ronda | Clasificados | 2ª ronda de clasificación | 1ª ronda de clasificación |
| Individual masculino | 250     | 165       | 100         | 50               | 25       | 0        | 13           | 7                         | 0                         |
| Dobles masculino     | 250     | 150       | 90          | 45               | 20       | 0        | -            | -                         | -                         |

## Cabezas de serie

### Individuales masculino
| Tenista          | Ranking | Preclasificado |
| Alexander Zverev | 5       | 1              |
| Stan Wawrinka    | 29      | 2              |
| Christian Garín  | 35      | 3              |
| Márton Fucsovics | 37      | 4              |
| Radu Albot       | 44      | 5              |
| Adrian Mannarino | 50      | 6              |
| Matthew Ebden    | 54      | 7              |
| Andreas Seppi    | 65      | 8              |

- Ranking del 13 de mayo de 2019.[2]

### Dobles masculino
| Tenista                                | Ranking | Preclasificado |
| Oliver Marach Mate Pavić               | 25      | 1              |
| Austin Krajicek Artem Sitak            | 71      | 2              |
| Marcus Daniell Ben McLachlan           | 87      | 3              |
| Santiago González Aisam-ul-Haq Qureshi | 107     | 4              |

## Campeones

### Individual masculino
Alexander Zverev venció a  Nicolás Jarry por 6-3, 3-6, 7-6(10-8)

### Dobles masculino
Oliver Marach /  Mate Pavić vencieron a  Matthew Ebden /  Robert Lindstedt por 6-4, 6-4